# Ceratiomyxa fruticulosa
Espèce
Ceratiomyxa fruticulosa est une espèce de myxomycètes.

## Liste des variétés
Selon NCBI (27 octobre 2019) :
- variété Ceratiomyxa fruticulosa var. porioides